# Orkun Uşak
Orkun Uşak, né le 5 novembre 1980 à Istanbul est un footballeur international turc évoluant au poste de gardien de but, qui joue actuellement pour Antalyaspor.

## Biographie

### Carrière nationale
Orkun Uşak est formé au club de Galatasaray SK.
Le 1er août 1997, à l'âge de 16 ans, il joue son premier match avec l'équipe junior de Galatasaray SK PAF contre Ankaragücü PAF match nul 1-1 à l'extérieur.
Le 25 janvier 1999, à l'âge de 18 ans, il signe son premier contrat professionnel avec le club de Galatasaray SK.
Le 27 janvier 1999, à l'âge de 18 ans, il est prêté jusqu'à la fin de la saison au club de Beykozspor équipe de troisième division turque. Le 13 février 1999 il joue pour la première fois pour le club de Beykozspor contre Üsküdar Anadolu victoire 2-0 à l'extérieur.
Le 1er août 1999, à l'âge de 18 ans, il est prêté pour une saison au club de Bakırköyspor équipe de Troisième Division Turque. Le 15 août 1999 il joue pour la première fois pour le club de Bakırköyspor contre Gaziantep Büyükşehir Belediyespor match nul 0-0 à domicile.
Le 20 septembre 2000, à l'âge de 19 ans, il est de nouveau prêté pour une saison au club de Anadolu Üsküdar 1908 Spor équipe de Troisième Division Turque. Le 4 octobre 2000 il fera sa première apparition avec son nouveau club Anadolu Üsküdar 1908 Spor contre Çorluspor victoire 1-0 à l'extérieur.
Le 17 juillet 2001, à l'âge de 20 ans, il décide de quitter Galatasaray SK pour signer avec le club de Elazığspor équipe de Deuxième Division Turque. Le 12 août 2001 il jouera son premier match sous les couleurs de Elazığspor contre Kayserispor victoire 1-0 à domicile. Grâce à sa bonne prestation avec Elazığspor le club est promu en Première division turque. Le 17 août 2002, à l'âge de 21 ans, il est titularisé pour la première fois en Première division turque contre Trabzonspor victoire brillante 2-0 à domicile, et Orkun Uşak réalisera pour sa part une superbe prestation. À la fin de la saison 2002-2003, Elazığspor se classera à la 13e place et ne sera donc pas relégué.
Le 23 janvier 2004, à l'âge de 23 ans, il quitte le club de Elazığspor pour signer a Ankaragücü équipe de Première division turque. Le 27 mars 2004, après avoir été la doublure de Zafer Özgültekın pendant deux mois, il est titularisé pour jouer contre Diyarbakirspor victoire 3-1 à domicile. À la fin de la saison 2003-2004, le club de Ankaragücü se classe à la 9e place alors que Elazığspor est relégué en Deuxième division turque. En 2004-2005, Ankaragücü termine la saison à la 13e place. En 2005-2006, son équipe termine de nouveau à la 13e place.
Le 29 janvier 2007, à l'âge de 26 ans, il signe pour le club de Kayseri Erciyesspor équipe de Première division turque. Le 1er février 2007, trois jours après avoir signé pour son nouveau club il est tout de suite titularisé pour garder la cage face à son équipe formateur le Galatasaray SK, ce jour-là Orkun Uşak réalisera une prestation formidable sans encaisser le moindre but, score final 0-0 à domicile. Jusqu'à la fin de la saison, Orkun Uşak sera le gardien No 1 du club. Il emportera son équipe jusqu'à la finale de la Coupe de Turquie de football en éliminant en quart de finale Galatasaray SK, en demi-finale Trabzonspor, mais échoue en finale contre Beşiktaş JK sur le score de 0-1. Quant à son club, le Kayseri Erciyesspor sera relégué à la fin de la saison.
Le 3 août 2007, à l'âge de 26 ans, le club de Galatasaray décide de récupérer Orkun Uşak qui est libre de tout contrat et de le ramener à son club d'enfance après avoir pris beaucoup d'expérience. Le 12 août 2007, le rêve se réalise enfin pour Orkun Uşak, car il est titularisé pour la première fois en équipe première pour affronter l'équipe de Çaykur Rizespor victoire 4-0 à domicile. Pendant la saison 2007-2008 il sera le gardien titulaire, mais sera assez souvent critiqué par la presse. À la fin de la saison il perd sa place de titulaire au détriment de Aykut Erçetin qui revient en forme. Il est sacré champion de Turquie en 2008. Orkun fait partie des trois joueurs que le Galatasaray SK a vendu au Manisaspor pour s'attacher les services du gardien de but Ufuk Ceylan le dernier jour du mercato d'été 2009.

### Carrière internationale
Orkun Uşak est un joueur qui a connu les sélections des -16 ans, -17 ans, -18 ans, -19 ans, -20 ans, -21 ans, Turquie A', et finalement avec la Turquie A.
Le 29 décembre 1996, il reçoit sa première sélection avec la Turquie -16 ans contre la Suède -16 ans, pour une victoire 6-2 à domicile.
Le 25 août 1997, il reçoit sa première sélection avec la Turquie -17 ans contre la  Yougoslavie -17 ans, pour une défaite 0-2 à domicile.
Le 19 août 1997, il reçoit sa première sélection avec la Turquie -18 ans contre la Roumanie -18 ans, pour une victoire 2-0 à domicile.
Le 1er juin 1999, il reçoit sa première sélection avec la Turquie -19 ans contre la Suède -19 ans, qui se solde sur un match nul 1-1 à l'extérieur.
Le 15 septembre 2001, lors des Jeux Méditerranéens, il reçoit sa première sélection avec la Turquie -20 ans contre la France -20 ans, pour une défaite 0-2.
Pour la sélection Turquie espoirs il est convoqué à cinq reprises mais il se trouve toujours sur le banc des remplaçants.
Pour la sélection Turquie A' il est convoqué à deux reprises mais là également il figure toujours sur le banc des remplaçants.
Le 4 juin 2006 il reçoit sa première sélection avec la Turquie A contre la Macédoine, pour une défaite 0-1 sur terrain neutre. Il rentre à la 46e minute du match pour remplacer Rüştü Reçber.

## Palmarès
- Quart de finaliste de l'UEFA Euro 1997 -17 ans avec la Turquie -17 ans
- Champion de Turquie en 2008 avec Galatasaray